# Gemma Jones
Jennifer „Gemma” Jones (Marylebone, 1942. december 4. –) BAFTA-díjas angol színésznő.

## Fiatalkora
Jones Londonban, Angliában született Irene Isaac és Griffith Jones, színész lányaként. Bátyja, Nicholas Jones szintén színész. 1975-ben Sebastian Graham-Jones, filmrendezőtől fia született, Luke G-Jones, aki film producer lett. Gemma részt vett a Royal Academy of Dramatic Art képzésén.

## Pályafutása
Ő volt az első, akit 1974-ben az Egyesült Királyságon kívül elismertek, miután játszott a BBC egyik televíziós sorozatában, a Fall of Eaglesben és a The Duchess of Duke Streetben. Híres szerepei közé tartozik Mrs. Dashwood, az 1995-ös Értelem és érzelemben, amelyben Kate Winslet, Alan Rickman és Emma Thompson partnere volt. A 2001-es Bridget Jones naplója, amelyben Pam Jonest, Bridget anyját alakította. Egy évvel később, 2002-ben a nagy sikerű Harry Potter-sorozat Harry Potter és a titkok kamrája című darabjában Poppy Pomfrey szerepe.

## Filmográfia

### Film
| Év   | Magyar cím                          | Eredeti cím                                   | Szerep               | Magyar hang        |
| ---- | ----------------------------------- | --------------------------------------------- | -------------------- | ------------------ |
| 1971 | Ördögök                             | The Devils                                    | Madeleine            |                    |
| 1988 | Rémálmok háza                       | Paperhouse                                    | Dr. Sarah Nicols     |                    |
| 1988 |                                     | On the Black Hill                             | Mary Jones           |                    |
| 1995 | Vágyak parazsa                      | Feast of July                                 | Mrs. Wainwright      | Nagy Anna          |
| 1995 | Értelem és érzelem                  | Sense and Sensibility                         | Mrs. Dashwood        | Kassai Ilona       |
| 1997 | Oscar Wilde szerelmei               | Wilde                                         | Lady Queensberry     | Várnagy Kati       |
| 1998 |                                     | OK Garage                                     | Mrs. Wiggins         |                    |
| 1998 | A repülés elmélete                  | The Theory of Flight                          | Anne                 | Menszátor Magdolna |
| 1999 | A Winslow fiú                       | The Winslow Boy                               | Grace Winslow        | Dallos Szilvia     |
| 1999 | Jack kapitány                       | Captain Jack                                  | Eunice Pickles       | Bókai Mária        |
| 1999 | A házvezetőnő                       | Cotton Mary                                   | Mrs. Freda Davids    |                    |
| 2001 | Bridget Jones naplója               | Bridget Jones's Diary                         | Pamela Jones         | Halász Aranka      |
| 2001 | Bokszmeccs a lélekért               | Sin noticias de Dios                          | Nancy                | Bókai Mária        |
| 2002 | Harry Potter és a Titkok Kamrája    | Harry Potter and the Chamber of Secrets       | Madam Poppy Pomfrey  | Tímár Éva          |
| 2003 | Londoni csapás                      | Shanghai Knights                              | Viktória királynő    |                    |
| 2003 | Az élet csókja                      | Kiss of Life                                  | Sonia                |                    |
| 2004 | Bridget Jones: Mindjárt megőrülök!  | Bridget Jones: The Edge of Reason             | Pamela Jones         | Győry Franciska    |
| 2005 | Hideg csontok                       | Fragile                                       | Mrs. Folder          |                    |
| 2007 | A mesterlövész                      | The Contractor                                | Mrs. Day             | Bókai Mária        |
| 2008 | Good – A bűn útjai                  | Good                                          | anya                 |                    |
| 2009 | Harry Potter és a félvér herceg     | Harry Potter and the Half-Blood Prince        | Madam Poppy Pomfrey  |                    |
| 2010 | Férfit látok álmaidban              | You Will Meet a Tall Dark Stranger            | Helena               | Kassai Ilona       |
| 2010 |                                     | Forget me Not                                 | Lizzie Fisher        |                    |
| 2011 | Harry Potter és a Halál ereklyéi 2. | Harry Potter and the Deathly Hallows – Part 2 | Madam Poppy Pomfrey  |                    |
| 2011 | Hisztéria                           | Hysteria                                      | Lady St. John-Smythe |                    |
| 2013 |                                     | Burn the Clock (rövidfilm)                    | Becky                |                    |
| 2014 |                                     | Radiator                                      | Maria                |                    |
| 2016 | Bridget Jones babát vár             | Bridget Jones's Baby                          | Pamela Jones         | Halász Aranka      |
| 2017 | Isten országa                       | God's Own Country                             | Deirdre Saxby        |                    |
| 2017 |                                     | Carnage                                       | Davina               |                    |
| 2017 |                                     | Gypsy's Kiss (rövidfilm)                      | Judith               |                    |
| 2017 |                                     | You, Me and Him                               | Sue Miller           |                    |
| 2018 |                                     | The Egg and the Thieving Pie (rövidfilm)      | Thelma               |                    |
| 2018 | Patrick – Ebbel szebb az élet       | Patrick                                       | Celia                | Tímár Éva          |
| 2019 | Rocketman                           | Rocketman                                     | Ivy                  | Halász Aranka      |
| 2020 | Ammonita                            | Ammonite                                      | Molly Anning         |                    |
| 2021 | Áldás                               | Benediction                                   | idősebb Hester Gatty |                    |
| 2022 |                                     | Emily                                         | Branwell nagynéni    |                    |
| 2023 | Mocskos kis levelek                 | Wicked Little Letters                         | Victoria Swan        |                    |
| 2025 | Bridget Jones: Bolondulásig         | Bridget Jones: Mad About the Boy              | Pamela Jones         | Halász Aranka      |

### Televízió
| Év        | Magyar cím                           | Eredeti cím                            | Szerep                        | Megjegyzések                                            |
| --------- | ------------------------------------ | -------------------------------------- | ----------------------------- | ------------------------------------------------------- |
| 1962      |                                      | No Hiding Place                        | Brenda                        | 1 epizód                                                |
| 1963      |                                      | ITV Television Playhouse               | Rachel                        | 1 epizód                                                |
| 1963      |                                      | The Human Jungle                       | Pamela Phillips               | 1 epizód                                                |
| 1965      |                                      | Theatre 625                            | Victoire / Lucille Desmoulins | 1 epizód                                                |
| 1962      |                                      | Thirteen Against Fate                  | Antoinette Baron              | 1 epizód                                                |
| 1962      |                                      | Theatre 625                            | Nina                          | 1 epizód                                                |
| 1962–1966 |                                      | ITV Play of the Week                   | postamester / Vera Fawcett    | 2 epizód                                                |
| 1967      |                                      | Rainbow City                           | Mary Steele                   | 4 epizód                                                |
| 1968      |                                      | Sanctuary                              | Stephens nővér                | 1 epizód                                                |
| 1969      |                                      | The Wednesday Play                     | Clarice                       | 1 epizód                                                |
| 1970      |                                      | Crime of Passion                       | Nicole Delcourt               | 1 epizód                                                |
| 1970      |                                      | The Spoils of Poynton                  | Fleda Vetch                   | 4 epizód                                                |
| 1971      |                                      | Shadows of Fear                        | Judith                        | 1 epizód                                                |
| 1974      |                                      | Fall of Eagles                         | Viktória német császárné      | 2 epizód                                                |
| 1976–1977 |                                      | The Duchess of Duke Street             | Louisa Trotter                | 31 epizód                                               |
| 1980      |                                      | The Merchant of Venice                 | Portia                        | tévéfilm                                                |
| 1986      | Bunbury, avagy hogyan legyünk győzők | The Importance of Being Earnest        | Miss Prism                    | - tévéfilm - magyar hangja: - Káldi Nóra                |
| 1987      | Morse felügyelő                      | Inspector Morse                        | Anne Staveley                 | 1 epizód                                                |
| 1988      | A mesemondó                          | The Storyteller                        | királynő                      | - 1 epizód - magyar hangja: - Némedi Mari               |
| 1989      |                                      | Chelworth                              | Virginia Hincham              | minisorozat (8 epizód)                                  |
| 1990      |                                      | The Ruth Rendell Mysteries             | Mrs. Peveril                  | 3 epizód                                                |
| 1991      |                                      | Devices and Desires                    | Alice Mair                    | minisorozat (5 epizód)                                  |
| 1993      |                                      | Wycliffe and the Cycle of Death        | Sara Glynn                    | tévéfilm                                                |
| 1993      |                                      | Screen One                             | Nicky Dobbs                   | 1 epizód                                                |
| 1993      |                                      | The Return of the Borrowers            | Miss Menzies                  | 3 epizód                                                |
| 1994      |                                      | Faith                                  | Jane Moreton                  | minisorozat (4 epizód)                                  |
| 1997      |                                      | Jane Eyre                              | Mrs. Fairfax                  | tévéfilm                                                |
| 1997      | Phoenix és a varázsszőnyeg           | The Phoenix and the Carpet             | Mrs. Bibble                   | minisorozat (6 epizód)                                  |
| 1999      |                                      | An Evil Streak                         | Beatrice Kyle                 | 3 epizód                                                |
| 2000      | A hosszúsági fok                     | Longitude                              | Elizabeth Harrison            | - minisorozat - magyar hangja: - Fabó Györgyi           |
| 2002      | A csokoládétörvény                   | Bootleg                                | Mrs. Bubby                    | minisorozat (3 epizód)                                  |
| 2002      | Kisvárosi gyilkosságok               | Midsomer Murders                       | Maisie Gooch                  | 1 epizód                                                |
| 2003      | Agatha Christie: Poirot              | Agatha Christie's Poirot               | Miss Cecilia Williams         | - 1 epizód (Öt kismalac) - magyar hangja: - Fodor Zsóka |
| 2003–2008 |                                      | Trial & Retribution                    | Dr. Jean Mullins              | 10 epizód                                               |
| 2005      |                                      | All About George                       | Kate Kinsey                   | 6 epizód                                                |
| 2007      |                                      | Ballet Shoes                           | Dr. Jakes                     | tévéfilm                                                |
| 2007–2008 | Kémvadászok                          | Spooks                                 | Connie James                  | 16 epizód                                               |
| 2010      | Anne Lister titkos élete             | The Secret Diaries of Miss Anne Lister | Lister nagynéni               | tévéfilm                                                |
| 2010      |                                      | Whistle and I'll Come to You           | Alice Parkin                  |                                                         |
| 2011      | Merlin kalandjai                     | Merlin                                 | The Cailleach                 | 2 epizód                                                |
| 2013      | Londoni randevú                      | The Lady Vanishes                      | Rose Flood-Porter             | tévéfilm                                                |
| 2013      | Halál a paradicsomban                | Death in Paradise                      | Anne nővér                    | 1 epizód                                                |
| 2013      |                                      | Last Tango in Halifax                  | Muriel                        | 2 epizód                                                |
| 2014      |                                      | Marvellous                             | Mary                          | tévéfilm                                                |
| 2015      |                                      | Doc Martin                             | Annie Winton                  | 2 epizód                                                |
| 2015      | Kihantolt bűnök                      | Unforgotten                            | Claire Slater                 | 6 epizód                                                |
| 2015      |                                      | Capital                                | Petunia                       | 3 epizód                                                |
| 2015–2017 |                                      | Teacup Travels                         | Lizzie nagynéni               | 45 epizód                                               |
| 2017      |                                      | Diana and I                            | Mrs. McDonald                 | tévéfilm                                                |
| 2019–2022 | Gentleman Jack                       | Gentleman Jack                         | Anne Lister nagynéni          | - 16 epizód - magyar hangja: - Császár Angela           |
| 2020      |                                      | Cold Feet                              | Heather Childs                | 1 epizód                                                |
| 2020      | A Korona                             | The Crown                              | Penelope Carter               | 1 epizód                                                |
| 2021      |                                      | Finding Alice                          | Minnie                        | 6 epizód                                                |
| 2023      |                                      | The Reckoning                          | Agnes Savile                  | 2 epizód                                                |
| 2024      |                                      | Murder, They Hope                      | Brenda                        | 1 epizód                                                |

## Fordítás
- Ez a szócikk részben vagy egészben  a   Gemma Jones című angol Wikipédia-szócikk fordításán alapul.  Az eredeti cikk szerkesztőit annak laptörténete sorolja fel. Ez a jelzés csupán a megfogalmazás eredetét és a szerzői jogokat jelzi, nem szolgál a cikkben szereplő információk forrásmegjelöléseként.